# 有希ちな
有希 ちな（ゆうき ちな、1989年3月1日 - ）は、日本のAV女優。身長：148cm 、スリーサイズ：B88・W56・H86 、Eカップ。

## 略歴
千葉県出身。2007年12月「New Comer」でマックスエーよりAVデビュー。h.m.pとマックス・エーの作品に交互に出演した。薄めのアンダーヘアーだったが、2008年11月の『制服パイパン美少女学園』ではパイパンで出演している。

## 人物
- 趣味：料理・ピアノ[1]
- 特技：新体操[1]

## 出演作品
- New Comer （2007年12月14日 マックス・エー）[1]
- 美乳プリン 恋人はオナペット（2008年1月21日 h.m.p）[1][4]
- 野外DE潮吹きSEX（2008年2月8日 マックス・エー）[1]
- やりすぎ家庭教師（2008年3月21日 h.m.p）[1][4]
- 制服狩り（2008年4月25日 マックス・エー）[1]
- 萌えテク”口コキ” 有希ちな（2008年5月21日 h.m.p）[1][4]
- 首都圏援交 41 某玩具メーカー企画室長の一人娘 T海道線沿線少女Cちゃん（2008年7月2日 プレステージ）
- 高貴美少女学園36 1-A ちな（2008年9月2日 プレステージ）[5]
- 有希ちな大全集 2枚組み6時間（2008年9月10日、ビデオバンク）[4]
- 生中出し女子校生12（2008年10月17日、宇宙企画）他出演:ふわり、桃咲たえ、葉月紗絢、沢田樹里衣
- 制服パイパン美少女学園（2008年11月22日、イエロー） 共演：北島玲、工藤れいか、七海[1]
- 生中出しコギャル11（2008年12月26日、宇宙企画）他出演:神谷りの、桜井真央、桃咲たえ、沢田樹里衣
- 犯られまくる淫乱OL25人（2009年9月25日、マックス・エー）他24名出演